# Aulacopone relicta
Aulacopone relicta – gatunek mrówek o niejasnej pozycji systematycznej, pierwotnie zaliczony do podrodziny Ponerinae, obecnie do podrodziny Ectatomminae. Jedyny przedstawiciel rodzaju Aulacopone. Opisany w 1930 roku na podstawie okazu królowej zebranego w miejscowości Alazapin, niedaleko Lenkoranu w Azerbejdżańskiej SRR (38 45'N, 48 50'E). Drugi okaz został znaleziony w pobliżu Aleksiejewki w Azerbejdżanie.